# دوپایه جنسی

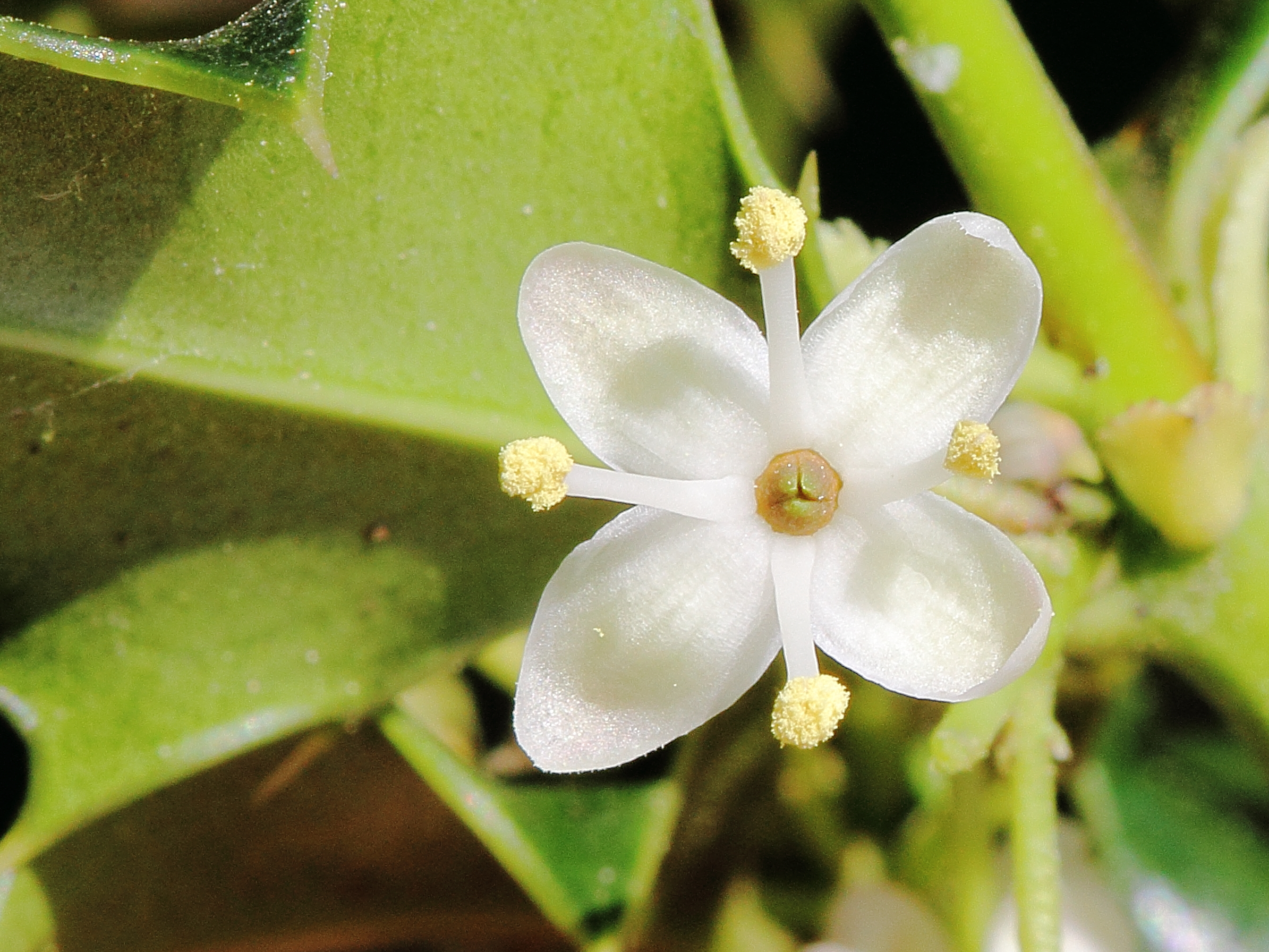
در دوپایه، برخی از گیاهان تنها گل‌های نر دارند که گرده تولید می‌کنند.

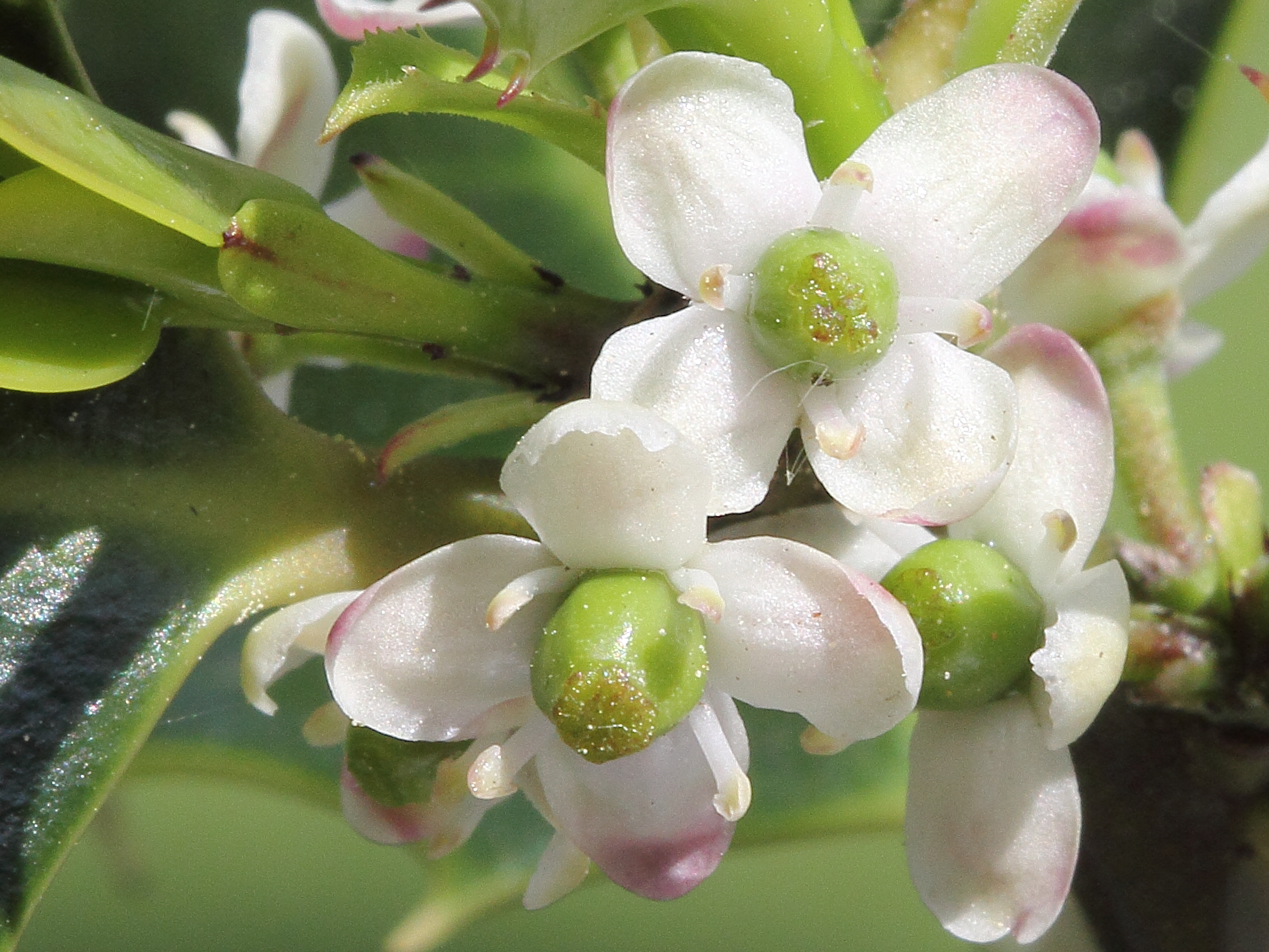
سایر گیاهان تنها گل‌های ماده دارند که تخمک تولید می‌کنند.

دوپایهٔ جنسی (به انگلیسی: Dioecy) (واژهٔ صفت dioecious)، یکی از ویژگی‌های یک گونه است، به این معنی که دارای جانداران جداگانه‌ای است که گامت‌های نر یا ماده را تولید می‌کنند. به‌طور مستقیم (در جانوران) یا غیرمستقیم (در گیاهان دانه‌دار)، تولیدمثل دوپایه (Dioecious reproduction) یک روش تولیدمثل دووالدینی (biparental) است. از آنجایی که تنها نیمی از جمعیت به‌طور مستقیم فرزندان را تولید می‌کنند، دوجنسی هزینه‌دار است. این یکی از روش‌های حذف خودباروری و ترویج دگرگشنی (برون‌گشنی) است و بنابراین به سوی کاهش بیان جهش‌های زیان‌بار مغلوب موجود در جمعیت گرایش دارد. گیاهان چندین روش دیگر برای جلوگیری از خودباروری دارند، از جمله، به عنوان مثال، دوجنسی، پرده‌همسری (هرکوگامی)٬ ناهمرسی و خودناسازگاری.
دوپایهٔ جنسی یک سیستم جنسی دوشکلی است، در کنار پایهٔ مادگی و پایهٔ نری.

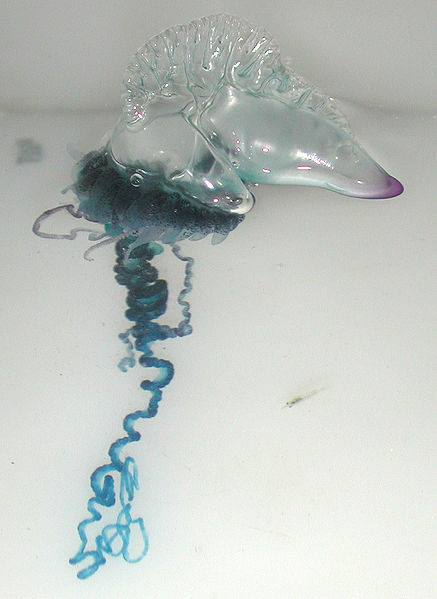
Physalia physalis، ناوچه پرتغالی، یک جانور دریایی دوپایه است. مدوزای تولیدمثلی در کلنی همگی از یک جنس هستند.